# Референдуми на Донеччині та Луганщині (2014)

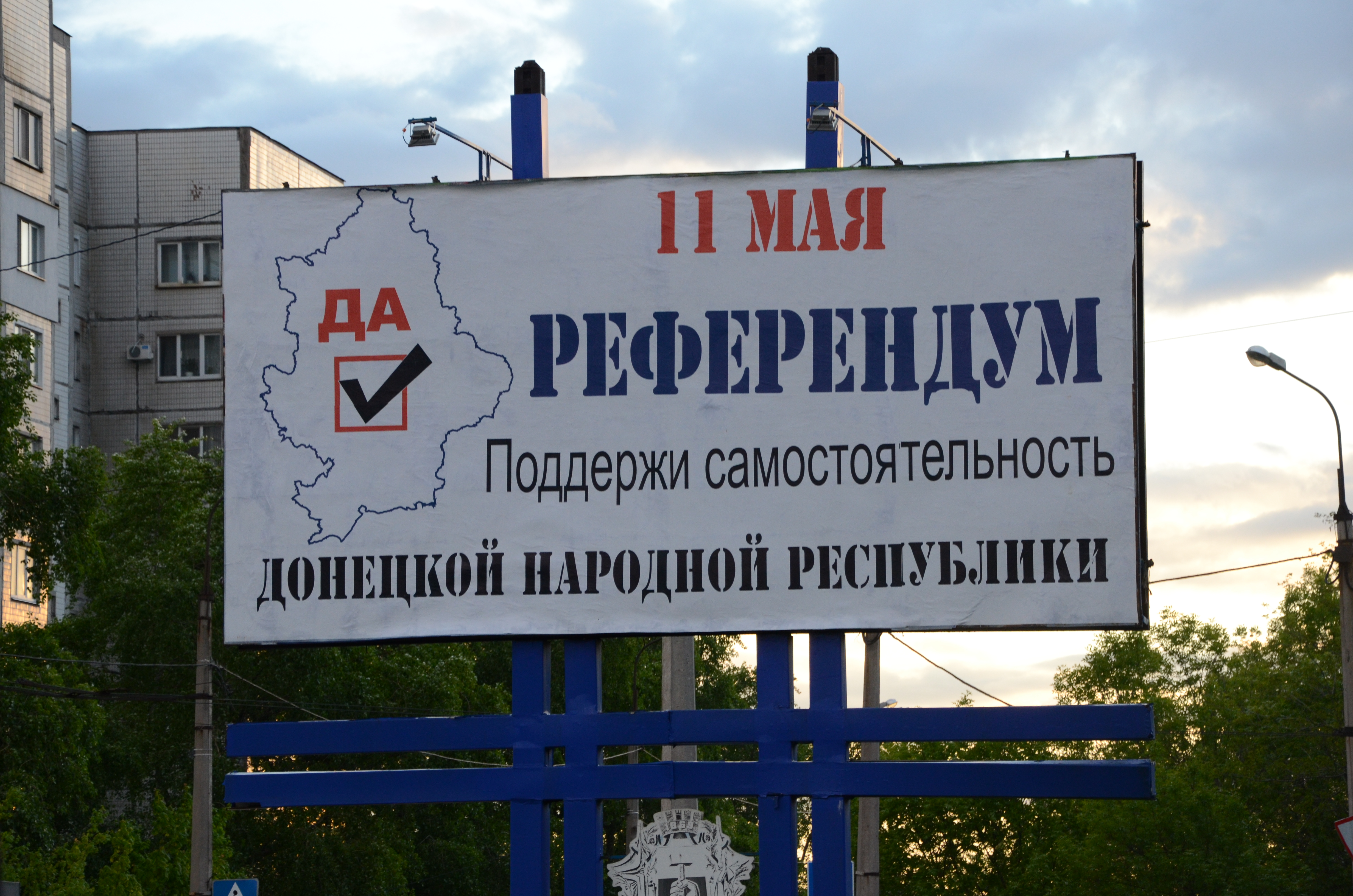
Агітаційний білборд у Донецьку, 8 травня 2014

Референдуми на Донеччині та Луганщині 2014 — три нелегальні референдуми, що були проведені терористичними угрупованнями ЛНР та ДНР 11 травня 2014 року під час початку окупації в деяких населених пунктах Донецької і Луганської областей.

## Перебіг подій
Два референдуми були організовані проросійськими силами. Ще один референдум, як жарт, був організований особами близькими до Коломойського; «референдум» передбачав приєднання Донецької області до Дніпропетровської області. Всі референдуми були проведені всупереч Конституції України, з системними порушеннями ґрунтовних міжнародних принципів і процедур проведення референдумів, і є нелегітимними, їх результати не були визнані українською владою, а також не були визнані Євросоюзом і США.
7 травня 2014 року Служба безпеки України оприлюднила перехоплений телефонний дзвінок між лідером неонацистської політичної партії та воєнізованої організації, що базується в Росії, О. Баркашовим та одним із ватажків так званої «ДНР». Запис передбачив точний результат референдуму.

## «Референдум» на Донеччині

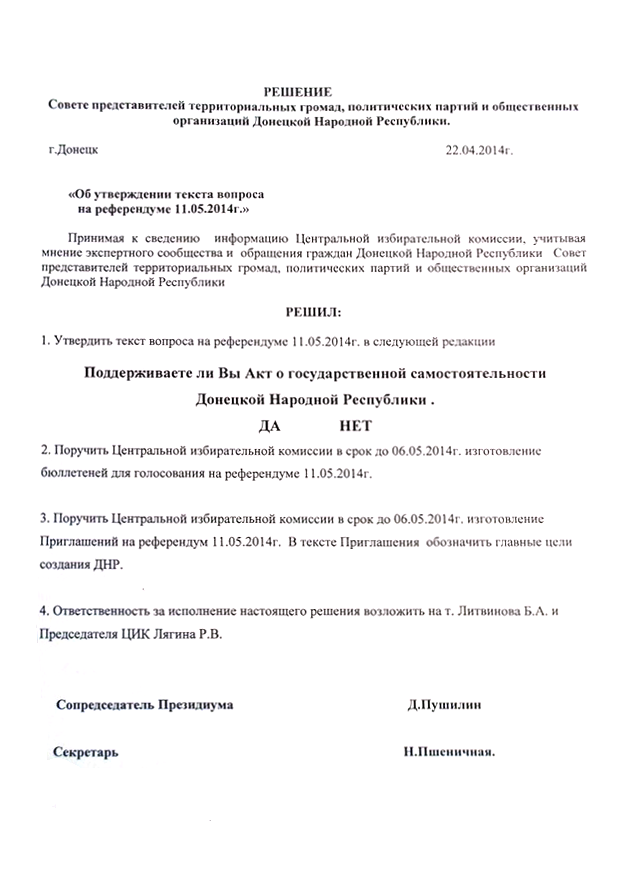
«Указ» про проведення референдуму

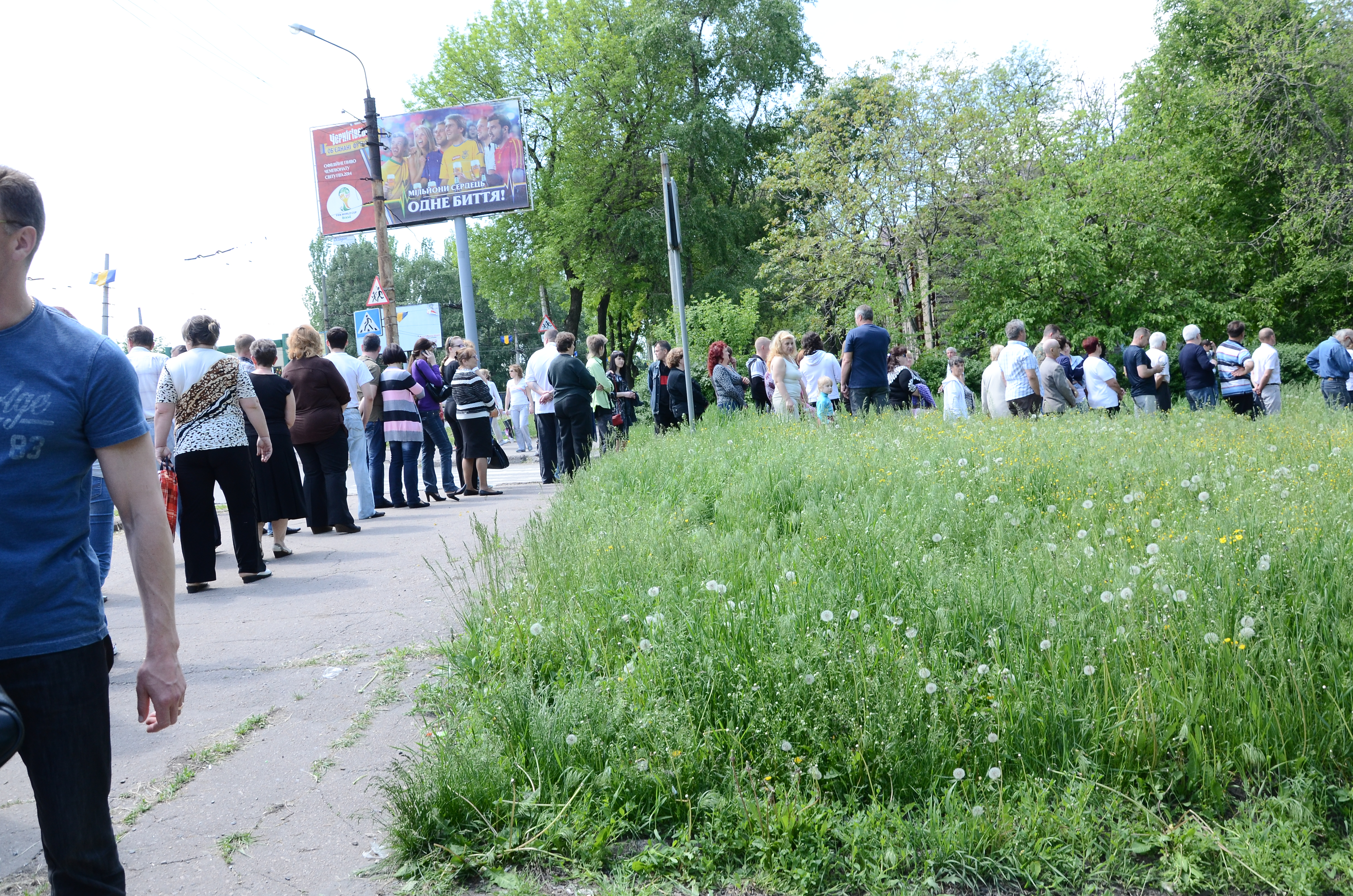
Черга на «референдумі»

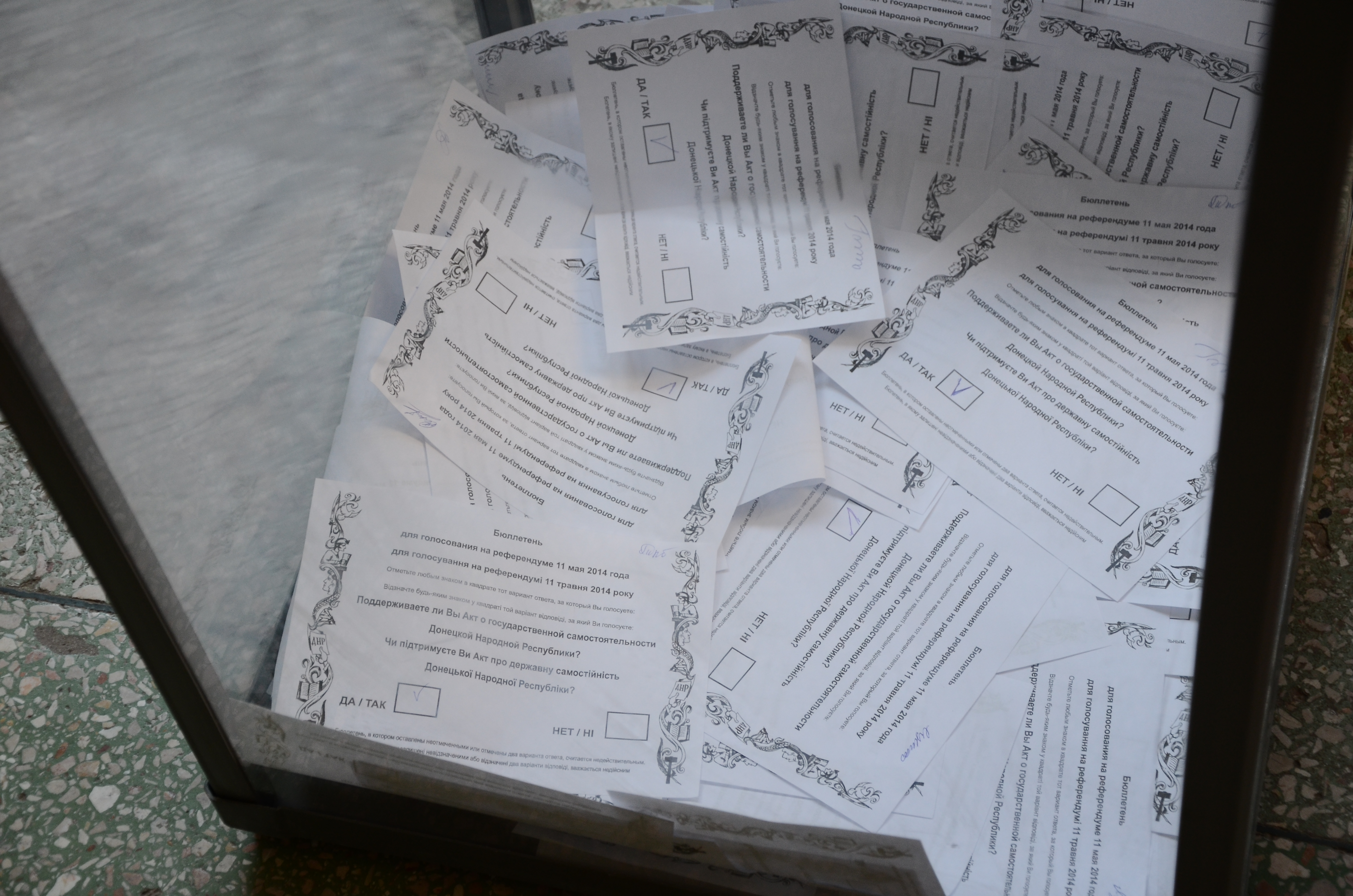
Промарковані бюлетені в скриньці

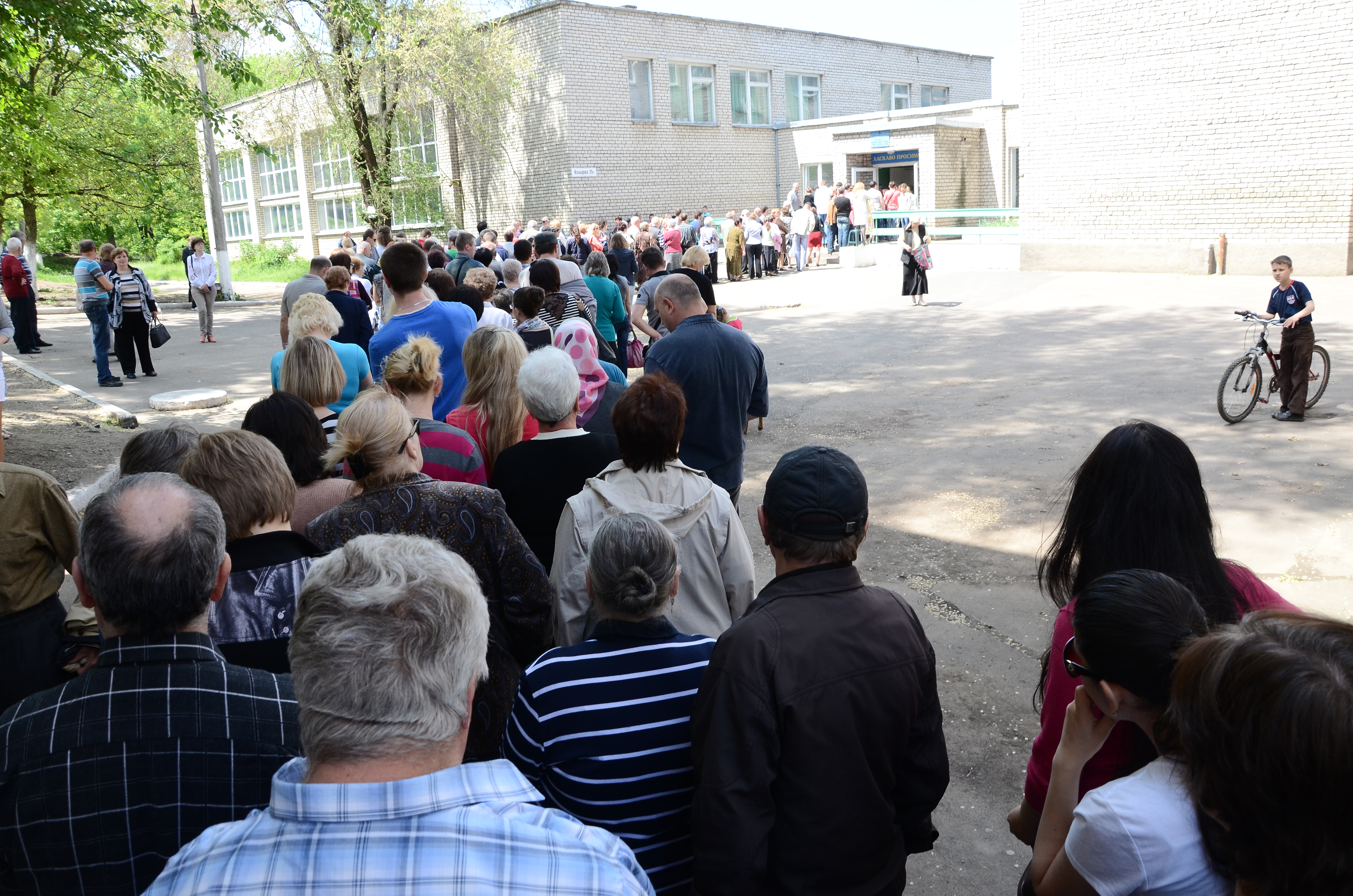

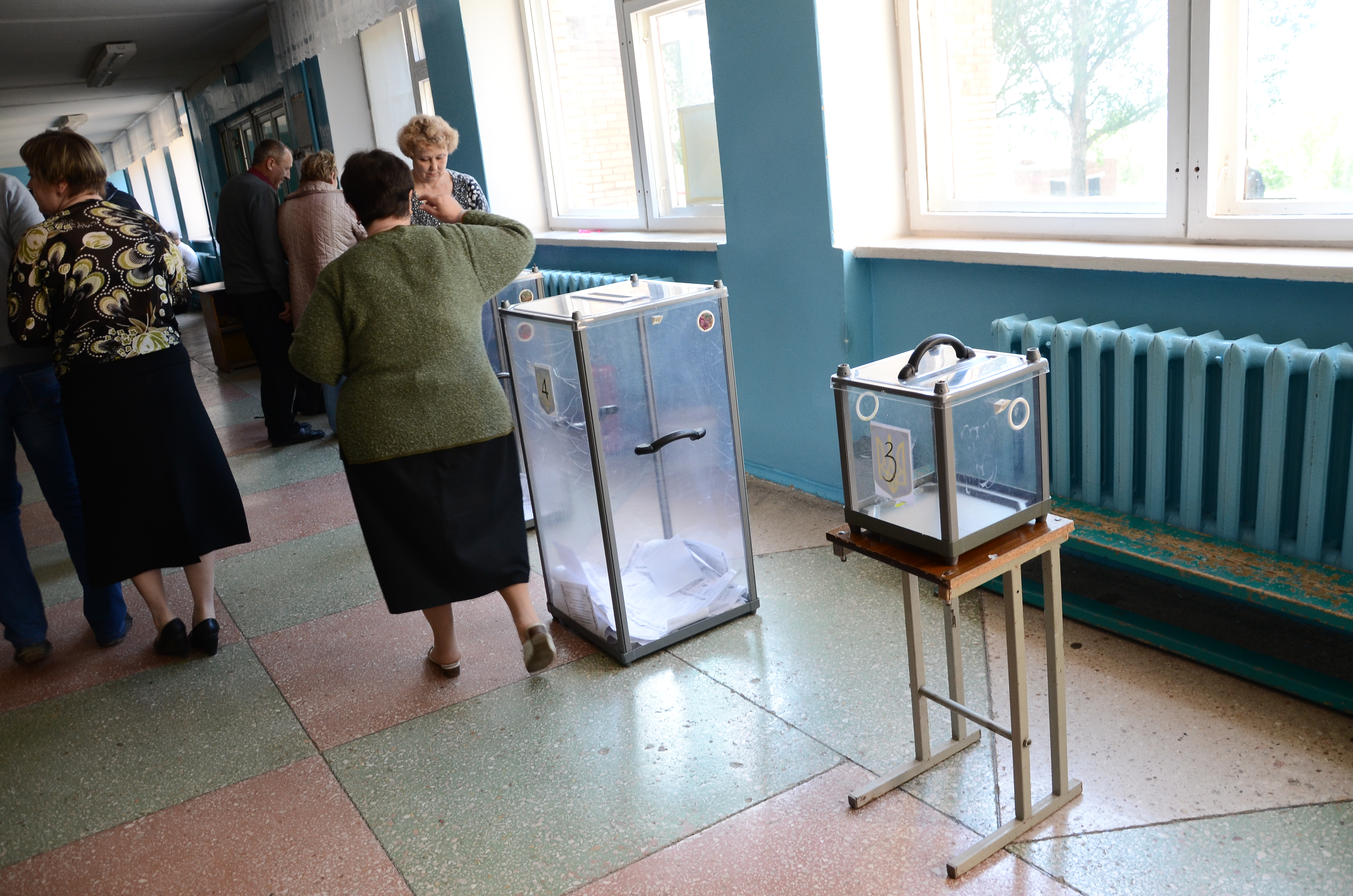

«Референдум  щодо статусу Донецької народної республіки» був проведений 11 травня 2014 року в деяких населених пунктах Донецької області. Референдум був ініційований сепаратистами і проведений всупереч Конституції України, а його результати не були визнані українською владою, а також не були визнані Євросоюзом і США. Одночасно з референдумом на Донеччині аналогічний референдум проводився у Луганській області щодо статусу так званої «Луганської народної республіки».

### Підготовка
Інформація про підготовку до проведення «референдуму» у ЗМІ з'явилася 10 квітня, тоді ж з'явились оголошення про формування центральної виборчої комісії. ЦВК України та в. о. президента України завчасно попередив про нелегітимність такого референдуму, Голова Парламентської асамблеї ОБСЄ Ранко Кривокапич заявив, що такий референдум буде «незаконними в очах міжнародної спільноти». 7 травня за відтермінування референдуму висловився президент Росії В. Путін Згідно свідчень одного із ватажків «ДНР» Дениса Пушиліна, Путін пропонував перенести дату проведення «референдуму» з 11 травня на 18 травня 2014 року.
Незважаючи на це, сепаратисти вирішили не скасовувати референдум і визнати його результати за будь-якої явки. Обов'язки голови виборчої комісії узявся виконувати Роман Лягін, обов'язки координатора виборчої комісії і «співголови президії республіки» — Борис Литвинов[неавторитетне джерело].
На території області розпочалася активна агітація за участь в референдумі. 9 травня 2014 року співголова Донецької народної республіки Олександр Хряков заявив, що після референдуму 11 травня 2014 року вони роззброяться. За словами Дмитра Тимчука, організатори агітують місцевих мешканців прийти на референдум, обіцяючи, мовляв після нього до Донецька будуть уведені російські миротворчі війська з метою стабілізації ситуації в регіоні. За інформацією від Донецької ОДА, сепаратисти 10 травня 2014 року готувались до захоплення приміщень 80 загальноосвітніх шкіл Донецька з метою розіграти 11 травня виставу референдум.
За словами голови ЦВК ДНР Романа Лягіна, сепаратисти контролювали 22 окружні комісії, створених для проведення виборів Президента України 25 травня 2014 року, а для проведення референдуму створили додатково 53 територіальні та 1527 дільничних виборчих комісій (для порівняння — на виборах до Верховної ради 2012 їх було 2444. Оскільки база даних виборців була заблокована ЦВК, сепаратисти використали для складання списків виборців застарілі дані 2012 року.
Кошти на проведення референдуму, за словами Р. Лягіна, були надані частково спонсорами (у розмірі 20 тис. грн.), а решту — прихильниками Донецької народної республіки.

### Питання
На референдум винесене лише одне питання двома мовами (російською та українською): «Чи підтримуєте Ви акт про державну самостійність донецької народної республіки?»
Пропонувалося дві відповіді: «Так», «Ні».

### Проведення референдуму
Хоча роботу виборчих дільниць планувалося організувати протягом 11 травня з 8-ї до 22-ї години, в ряді міст референдум розпочався раніше. Так, на 2-х округах у Маріуполі голосування на «референдумі» почалося ще 9 травня через «загострення політичної ситуації в регіоні». На виборчій дільниці у школі № 32 Донецька референдум розпочався 10 травня. Крім того, приміщення для голосування надала і Ворошиловська районна рада м. Донецька.
11 травня 2014 року для голосування на референдумі відкрилась незначна кількість виборчих дільниць: напр., у Маріуполі працювало 4 дільниці, на Амвросіївський район відкрилась одна дільниця у м. Амвросіївка, а в м. Авдіївка на єдину виборчу дільницю люди не прийшли. Відкрилась виборча дільниця з голосування на референдумах про незалежність Донецької та Луганської області у Москві, де могли голосувати особи з українськими паспортами, що прописані у Донецької та Луганської області.
Протягом проведення так званого «референдуму» були факти затримання груп сепаратистів із заповненими бюлетенями на підтримку Донецької народної республіки поблизу Слов'янська (більше 100 тис. бюлетенів) та Маріуполя (більше 10 тис. бюлетенів).

#### Результати
За даними ініціаторів референдуму, явка виборців у Донецькій області склала 74,87 %. «За» проголосували 89,07 відсотків, «проти» — 10,19 відсотка, а 0,74 відсотка бюлетенів зіпсовані.
Найбільша явка була зафіксована в Горлівці — 96 %, Новогродівці — 87,38 %, Покровську — 81,66 %, Слов'янську — близько 80 %, в Торезі — 78,31 %, в Єнакієвому — 74,31 %, а також Калінінському районі міста Донецька — 83,96 % виборців.
Низькою була явка в Маріуполі — 27,38 %, що пояснювали тим, що через зіткнення в місті 9 травня у місті працювало лише 4 дільниці (тоді як 2012 року їх нараховувалося 100). За іншими даними, в місті з населенням майже півмільйона людей та часткою російської та української населення близько 43 % і 48 % відповідно функціонували лише чотири дільниці, через що багато людей не встигло проголосувати.
За інформацією видання «ОстроВ» поспіх в оголошенні результатів референдуму був пов'язаний із тим, що в Донецькій народній республіці відбувся державний переворот, і до керівництва прийшли особи, пов'язані Ігорем Гіркіним.

#### Порушення
Жодна міжнародна організація, зокрема, ОБСЄ, Рада Європи не надіслали своїх офіційних спостерігачів, оскільки в таких випадках їх запрошує офіційний уряд. Російська Федерація також не надіслала офіційних спостерігачів, російські депутати також не приїхали на референдуми. Утім, здійснювати громадський контроль на голосуванні могли журналісти, у тому числі іноземні в кількості 470 осіб.
Недостатня кількість виборчих дільниць для голосування не могла забезпечити зафіксовану у підсумку явку, оскільки в такому випадку, наприклад, у Донецьку для голосування у кожного виборця є лише близько 8 секунд
Існують свідчення про численні порушення, що застосовувались в ході референдуму. Так, виборчі бюлетені не мали захисту, допускалося голосування за необмежену кількість осіб, голосування на кількох виборчих дільницях одночасно, велика кількість «виборчих дільниць» організовувались в парках та на площах, натомість організовувалися показові дільниці, куди масово звозили комунальних працівників для створення картинки натовпу. Крім того, існують підтвердження, що для голосування на референдумі не потрібно пред'являти паспорт, а також навіть бути громадянином України чи жити в Донецькій області. Про фальсифікації заявив і губернатор Донецької області Сергій Тарута, вказавши на занадто малу для таких результатів кількість організованих виборчих дільниць.
Існують також свідчення про те, що значна кількість заповнених бюлетенів була підготовлена заздалегідь. Так, 10 травня 2014 року поблизу Слов'янська українськими силовиками було затримано групу сепаратистів, озброєних автоматами та пістолетами з набоями до них, які везли більше 100 тисяч заповнених бюлетенів з референдуму про проголошення Донецької народної республіки із позначкою «За». Наступного дня силами СБУ на блокпосту поблизу Маріуполя було також затримано 2-х осіб, що перевозили автомобілем більше 10 тис. бюлетеней на підтримку Донецької народної республіки.
Результати референдуму мають значні розходження з соціологічним опитуванням, що проводилося в квітні Київським міжнародним інститутом соціології дослідження, відповідно до якого в Донецькій області за федеративний устрій України висловились менше 40 %, а за приєднання до Росії — менш 30 %.

### Причетність до референдуму місцевої влади
Головою ЦВК самопроголошеної Донецької народної республіки став Роман Лягін, який раніше від Партії регіонів займався на Донеччині організацією вкидування бюлетеней, «каруселей» на виборах, а також залякуванням спостерігачів від інших партій, погрожуючи їм фізичною розправою. За словами Лягіна, мер Донецька Олександр Лук'янченко допомагає в організації референдуму в наданні списків виборців з минулих виборів та приміщень для проведення голосування. Також на сайті Авдіївської міської ради була опублікована інформація про проведення у Авдіївці референдуму суверенітет Донецької народної республіки.
Водночас, будинок культури імені Шевченка та загальноосвітня школа № 63 у Донецьку, де голосував та навчався Рінат Ахметов, не надали свої приміщення для проведення референдуму.

### Наслідки
11 травня, ще в ході рефереднуму Голова ЦВК самопроголошеної Донецької народної республіки заявив, що після референдуму змін у статусі Донецької області не буде, і це заява про необхідність змін, а вирішення питання про те, чи залишиться вона у складі України чи приєднається до Росії, буде ухвалене згодом. Натомість 12 травня, після оголошення результатів референдуму співголова уряду самопроголошеної ДНР Денис Пушилін оголосилв про суверенітет ДНР і звернувся до Російської Федерації з проханням «розглянути питання про входження Донецької народної республіки до складу Російської Федерації».

## «Референдум» на Луганщині
«Референдум» про державну самостійність Луганської Народної Республіки — письмове «голосування» або «опитування» населення Луганської області, шляхом визнання суверенітету самопроголошеної «Луганської народної республіки», визнаною терористичною організацією. Було проведено 11 травня 2014 року в Луганській області. Абсолютно ненормативне «голосування» було проведене всупереч всіх прийнятих міжнародних норм та Конституції України, а його результати не були визнані українською владою та Євросоюзом і США. Одночасно з референдумом на Луганщині аналогічний «референдум» проводився у Донецькій області щодо суверенітету «Донецької народної республіки».

### Організація
Для голосування в деяких місцях використовувались виборчі списки виборців Президента України 2004 року.
Немає інформації про кількість виборчих дільниць, спосіб формування дільничних комісій з підрахунку голосів на «референдумі».
За словами речника штабу так званої «Армії Південного Сходу» Василя Нікітіна, у розпорядженні організаторів референдуму найсвіжіші списки, а у проведенні голосування візьмуть дільничні комісії, створені для проведення Позачергових виборів Президента України 25 травня 2014 року, а також на ньому будуть присутні міжнародні спостерігачі.
При підготовці до «референдуму» на членів багатьох виборчих комісій чинився тиск, зокрема у Краснодоні, Попасній та Лисичанську.

### Питання
На референдум винесене лише одне питання двома мовами (російською та українською): «Чи підтримуєте ви Акт про державну самостійність Луганської Народної Республіки?».

### Проведення
За словами луганського журналіста Сергія Іванова, у Луганську створено 2 показові дільниці, де є черга виборців на референдум для створення телекартинки для російських телеканалів, а на низці інших дільниць, які є у місті ніхто голосувати не йде. Також в області створена спеціальна масова для виборчих дільниць, а луганські чиновники зігнали працівників комунальних підприємств.
Під час голосування на кожній виборчій дільниці стояли особи, озброєні автоматичною зброєю.
Сам референдум проходив не по всій території Луганської області, зокрема, за словами в.о. голови Луганської облдержадміністрації Ірини Верігіної, на півночі області, напр., у Сватовому, Марківці, Білокуракиному, Новопскові «референдум» не відбувався. Крім того, коли поблизу с. Богданівка Слов'яносербського району з'явились БТРи українських силовиків, то місцева дільнична комісія з референдуму зникла у невідомому напрямку, залишивши бюлетені та документацію.

#### Результати
Уже станом на 12:00, за словами голови ЦВК Луганської народної республіки Олександра Малихіна, явка на виборчих дільницях склала 65 %.
12 травня 2014 року були оголошені остаточні результати референдуму. Під час референдуму працювали 32 виборчі комісії. Загалом було видано 1 млн 359 тис. 420 бюлетенів та більше 15 тис. бюлетенів під час виїзних голосувань. Незалежність Луганської народної республіки підтримали 1 298 084 осіб (або 96 % виборців), проти проголосувало 51 276 осіб (3,8 %), а недійсними було визнано 10 600 бюлетенів. Загалом явка виборців склала 75 %.

#### Порушення
Жодна міжнародна організація, зокрема, ОБСЄ, Рада Європи не надіслали своїх офіційних спостерігачів, оскільки в таких випадках їх запрошує офіційний уряд. Російська Федерація також не надіслала офіційних спостерігачів, російські депутати також не приїхали на референдуми.
У ході голосування на так званому «референдумі» були зафіксовані численні порушення. Зокрема, на референдумі використовувались застарілі списки (виборів 2004 року, з яких кількість виборців скоротились приблизно на 400 тис. осіб), порушувався принцип особистого голосування (можна було голосувати не тільки за себе, а також за родичів чи друзів), а також зафіксовані випадки голосування однієї особи на кількох дільницях. Крім того, на багатьох виборчих дільницях не було кабінок для таємного голосування, через що бюлетені заповнювали на столах, а у самих комісіях лише по кілька осіб.

### Причетність до референдуму місцевої влади
До організації та проведення незаконного референдуму причетна Партія регіонів (зокрема, у Краснодоні), а також місцева влада. Так, міськвиконкомі міста Антрацит дали вказівку директорам шкіл провести у приміщеннях загальноосвітніх навчальних закладів голосування з референдуму.

### Оцінки
12 травня 2014 року Президія Луганської обласної ради звернулась до центральної влади України про внесення змін до Конституції України щодо федералізації та російської мови як другої державної на основі референдуму, який, на їх думку, є народним волевиявленням, а також із вимогою про припинення антитерористичної операції та амністії усім учасникам акцій протесту, а 14 травня сесія облради не зібрала кворуму, на якій планувалась висунути ультиматум до київської влади щодо федералізації України та надання російській мові статусу другої державної, а іншому випадку звернутися до Верховної ради України із проханням розпустити облраду.

## «Контр-референдум»
Референдум «За мир, порядок і єдність з Україною» — консультативне опитування щодо статусу Донецької та Луганської областей, проведене 11 травня 2014 року. На референдум було винесено два питання: одне про возз'єднання адміністративно-територіальної одиниці з Дніпропетровщиною, друге — про підтримку «ДНР». Проведено одночасно з сепаратистським опитуванням.

### Питання
На референдум було винесено два питання:
1. Ви за збереження Вашої територіальної громади у складі України та возз'єднання з Дніпропетровською областю?
2. Ви за приєднання Вашої територіальної громади до невизнаної та незаконної організації «Донецька народна республіка»?

### Організація та перебіг
Заступник голови Дніпропетровської ОДА Борис Філатов 30 квітня заявив, що чув про ініціативні групи з організації референдуму про приєднання Луганської та Донецької областей до Дніпропетровської.
1 травня Міжобласна рада територіальних громад Південного Сходу, створена за ініціативи голови Дніпропетровської ОДА Ігоря Коломойського, ініціювала проведення 11 травня у Донецькій та Луганській областях референдум щодо приєднання цих областей до Дніпропетровщини. Як йдеться в її офіційній заяві, рада розглянула звернення голів місцевих рад та органів місцевого самоврядування в Луганській і Донецькій областях до керівництва Дніпропетровської ОДА про включення окремих районів і населених пунктів цих областей до складу Дніпропетровської області. Загалом таких звернень від територіальних громад надійшло близько 100, оригінали були направлені до Верховної Ради.
Передвиборча кампанія стартувала 1 травня.
Опитування проводилося в усіх регіонах Донбасу, окрім тих, що цілком контролювалися сепаратистами. Зокрема, на Донеччині — в Дебальцевому, Єнакієвому, Ясинуватій, Авдіївці, Волновасі, Новоазовську, Добропіллі, Горлівці та в інших містах, на Луганщині — практично по всій області, зокрема в північних районах — Брянці, Сєвєродонецьку, Рубіжному, Кремінній, Старобільську, Сватовому, і тд., в південних районах, подекуди навіть в містах, контрольованих сепаратистами — Алчевську, Стаханові, тощо. Проблеми виникли тільки з голосуванням у Красному Лучі, Антрациті і Брянці. Загалом у двох областях працювало 42 дільниці. Крім того, були й пересувні скриньки для голосування, що рухалися районами — їх було 137. Також були окремі дільниці і в Донецьку з Луганськом. Голосування не проводилося в районах, цілком зайнятих терористами — Слов'янську, Краматорську, Дружківці, Костянтинівці, однак тамтешні жителі, попри небезпеку, намагалися дістатися до найближчих пунктів голосування.
Особливо активними були жителі районів, що межують з Дніпропетровщиною — Красноармійського, Добропільського та Великоновосілківського.
Були зафіксовані намагання перешкодити проведенню опитування з боку сепаратистів. Так, були спроби захопити машини з пересувними урнами — в районі Горлівки, Луганська і Пантелеймонівки. Однак у цілому референдум проходив досить успішно.
За словами голови ЦВК Миколи Лисенка, станом на 16:00 на референдумі вже проголосувало 1,5 млн жителів.
Активну участь в організації та підтримці референдуму брав Комітет патріотичних сил Донбасу (КПСД).

### Фінансування
Гроші для проведення реферндуму дали бізнесмени 3 областей України — Донецької, Луганської та Дніпропетровської

### Результати
За попередніми даними, на референдумі в Донецькій області проголосували 1 мільйон 467 тисяч людей, у Луганській — понад 975,6 тисяч.
За уточненою інформацією, загальна кількість виборців, що взяли участь в опитуванні, склала 2 883 107 млн жителів обох областей. Загалом було надруковано 3,2 млн бюлетенів. З них недійсними було визнано 34 165 бюлетенів, ще 316 893 — погашеними (не використаними). Отже, кількість людей, що проголосували, склала 2 848 942 особи, з яких:
- 1 968 619 млн (69,1 %) проголосувало «За» приєднання своєї адміністративно-територіальної одиниці до Дніпропетровської області;
- 774 912 учасників (27,2 %) підтримують існуючий статус їхнього регіону;
- 105 411 (3,7 %) підтримало створення ДНР.

Явка склала 59,7 % від жителів регіону. Політолог Руслан Ключник висловив думку, що контр-референдум від самого початку розцінювався як висміювання намірів сепаратистів отримати незалежність від України і його результати не могли бути втілені в життя.

## Розслідування
18 липня 2020 року у Сєвєродонецьку поліціянти затримали Андрія Андреєва, одного з організаторів «референдуму», він є колишнім українським чиновником, що багато років обіймав керівні посади в МВС України та керував управлінням транспорту Луганської міськради. Після переходу в лави бойовиків він ненадовго отримав посаду «голови координаційної народної ради Луганської області».